# Oedemera lateralis
Oedemera lateralis — вид жуков-узконадкрылок.

## Описание
Жук длиной 11—13 мм. Ноги тёмные. Брюшко самок по крайней мере на боках жёлтое. Пигидий на вершине с выемкой.

## Экология
Населяет степи.